# 帕特里克克里克 (加利福尼亞州)
帕拉里克克里克（英語：Patrick Creek）是位於美國加利福尼亞州德爾諾特縣的一個非建制地區。該地的面積和人口皆未知。

## 地理
帕拉里克克里克的座標為41°52′30″N 123°50′42″W / 41.87500°N 123.84500°W，而該地的平均海拔高度為257米（即843英尺）。